# ジョバンニ・ヴィチーニ
ジョバンニ・ヴィチーニ(イタリア語: Giovanni Vicini、1771年6月20日 - 1845年1月25日)は、イタリアのイタリア統一運動時代の政治家、法学者、革命家、愛国者である。中部イタリア革命で活躍した。

## 生涯
ジョバンニ・ヴィチーニは1771年6月20日、教皇領のチェントに生まれた。子供時代はチェントの神学校に通い、その後ボローニャに移り住んでボローニャ大学で法学を学んだ。彼はナポレオン・ボナパルトの思想に強い影響を受け、フランス軍が北イタリアを占領した際にはその衛星国家であるチスパダーナ共和国の建国に協力した。その後、チスパダーナ共和国とチザルピーナ共和国が合併してイタリア共和国次いでイタリア王国となった際には、ロンバルディアの判事や監査役を務めた。
ウィーン体制成立後はボローニャで民事裁判所の判事を務める傍ら、カルボナリやアポファジーメニと交流した。1831年2月4日には教皇領の大都市ボローニャで蜂起が起こり、それにより成立したボローニャ暫定政府ではヴィチーニは総裁に就任した。その後蜂起はフォルリ、フェラーラ、ラヴェンナなどの都市にも波及し、各都市に臨時政府が樹立する。そしてそれら都市が連合し2月6日にはボローニャ暫定政府が発展解消する形でイタリア統合諸州が成立するが、ヴィチーニはその総裁にも2月26日に選出された。
総裁就任後ヴィチーニはすぐさま憲法制定の準備に取り掛かったが、1831年3月26日にはオーストリア帝国の攻撃を受けてイタリア統合諸州はアンコーナにて崩壊、中部イタリア革命は頓挫した。その後ヴィチーニは息子とともにコルシカ島を経由してマルセイユへ亡命したが、数年後にはイタリアの帰還しトスカーナ大公国に拠点を置く。そこで二番目の妻カッテリーナ・アゴスティーニ(イタリア語: Catterina Agostini）と出会い結婚するが、トスカーナ大公国に使節として訪れていた枢機卿ジュゼッペ・ウゴリーニの政治的監視を受けてマッサ・ロンバルダへと逃亡した。
1845年、ヴィチーニはマッサ・ロンバルダで死去した。